# 基幹放送局
基幹放送局（きかんほうそうきょく）は、無線局の種別の一つである。
引用の促音、拗音、送り仮名の表記は原文ママ。「法」とは「電波法」を表す。

## 定義
電波法令には次のように規定している。
- 電波法第6条第2項に「基幹放送をする無線局をいい、当該基幹放送に加えて基幹放送以外の無線通信の送信をするものを含む。」
- 政令電波法施行令第3条第2項第4号に「法第6条第2項に規定する基幹放送局」
- 総務省令電波法施行規則第4条第1項第2号に「基幹放送（法第5条第4項の基幹放送をいう。）を行う無線局（当該基幹放送に加えて基幹放送以外の無線通信の送信をするものを含む。）であつて、基幹放送を行う実用化試験局以外のもの」

関連する定義として、
電波法に
- 第5条第4項に基幹放送を「公衆によつて直接受信されることを目的とする無線通信の送信（以下「放送」という。）であつて、第26条第2項第5号イに掲げる周波数（第7条第3項及び第4項において「基幹放送用割当可能周波数」という。）の電波を使用するもの
- 第6条第2項に特定地上基幹放送局を「自己の地上基幹放送の業務に用いる無線局」

電波法施行規則第4条第1項に
- 第2号の2に地上基幹放送局を「地上基幹放送（放送法第2条第15号 の地上基幹放送をいう。）又は移動受信用地上基幹放送（同法第2条第14号に規定する移動受信用地上基幹放送をいう。以下同じ。）を行う基幹放送局（放送試験業務を行うものを除く。）」
- 第2号の3に特定地上基幹放送局を「基幹放送局のうち法第6条第2項に規定する特定地上基幹放送局（放送試験業務を行うものを除く。） 」
- 第3号に地上基幹放送試験局を「地上基幹放送又は移動受信用地上基幹放送を行う基幹放送局（放送試験業務を行うものに限る。） 」
- 第3号の2に特定地上基幹放送試験局を「基幹放送局のうち（電波）法第6条第2項に規定する特定地上基幹放送局（放送試験業務を行うものに限る。）」
- 第20号の11に衛星基幹放送局を「衛星基幹放送（放送法第2条第13号の衛星基幹放送をいう。）を行う基幹放送局（衛星基幹放送試験局を除く。）」
- 第20号の12に衛星基幹放送試験局を「衛星基幹放送を行う基幹放送局（放送及びその受信の進歩発達に必要な試験、研究又は調査のため、一般公衆によつて直接受信されるための無線電話、テレビジョン、データ伝送又はファクシミリによる無線通信業務を試験的に行うものに限る。）

と規定している。 また、「基幹放送用割当可能周波数」とは第26条第2項第5号イにある「放送をする無線局に専ら又は優先的に割り当てる周波数」であり、告示周波数割当計画において区分されるものとしている。

## 開設の基準
総務省令基幹放送局の開設の根本的基準第3条から第4条の3による。
- 第3条　国内放送を行う基幹放送局
- 第3条の2　衛星基幹放送又は移動受信用地上基幹放送を行う基幹放送局
- 第4条　国際放送を行う基幹放送局
- 第4条の2　中継国際放送を行う基幹放送局
- 第4条の3　協会国際衛星放送等を行う基幹放送局

## 概要
放送に専用又は優先的に割り当てられた周波数を用いる放送局のことである。
従前の放送局、放送試験局、放送衛星局及び放送衛星試験局を総合したものに相当する。
基幹放送局を保有できるのは、自ら地上基幹放送を行う特定地上基幹放送事業者か認定基幹放送事業者から委託され基幹放送を行う基幹放送局提供事業者に限られる。

## 免許
基幹放送局（基幹放送を行う実用化試験局を含む。）の免許は無線局免許手続規則第2条第5項の各号ごとに行われる。
1. 国内放送等の基幹放送の区分
  - (1) 国内放送
  - (2) 国際放送
  - (3) 中継国際放送
  - (4) 内外放送
2. 地上基幹放送等の基幹放送の区分
  - (1) 地上基幹放送
  - (2) 衛星基幹放送
  - (3) 移動受信用地上基幹放送
3. デジタル放送又はそれ以外の放送の区分
4. 基幹放送の種類による区分
  - (1) 中波放送
  - (2) 短波放送
  - (3) 超短波放送
  - (4) 標準テレビジョン放送
  - (5) 高精細度テレビジョン放送を含むテレビジョン放送
  - (6) 高精細度テレビジョン放送
  - (7) データ放送
  - (8) マルチメディア放送
  - (9) 超短波音声多重放送
  - (10) 超短波文字多重放送
  - (11) 超短波データ多重放送
  - (12) その他の放送
5. 有料放送を含む基幹放送又はそれ以外の基幹放送の区分
6. 臨時目的放送、コミュニティ放送、外国語放送、受信障害対策中継放送又はそれ以外の基幹放送の区分

## 実際
基幹放送局には無線局の種別コードが規定されておらず、無線局免許状の無線局の種別には地上基幹放送局、地上基幹放送試験局、衛星基幹放送局又は衛星基幹放送試験局のいずれかが指定され、局種別無線局数の統計もこれらの種別のいずれかとして公表されるので詳細は各々を参照。
運用
電波法第16条第1項ただし書および電波法施行規則第10条の2により、運用開始の届出を要する。

## 沿革
1950年（昭和25年）　電波法施行規則制定

時に放送局が「放送業務を行う無線局」と定義された。
1971年（昭和46年）　放送試験局が「放送試験業務を行なう無線局」と定義された。

1980年（昭和55年）　放送衛星局が「一般公衆によつて直接受信されるための無線電話、テレビジヨン又はフアクシミリによる無線通信業務を行う人工衛星局（衛星放送試験局を除く。）」 と、放送試験衛星局が「放送及びその受信の進歩発達に必要な試験、研究又は調査のため、一般公衆によつて直接受信されるための無線電話、テレビジヨン又はフアクシミリによる無線通信業務を試験的に行う人工衛星局」 と定義された。

2011年（平成23年）　基幹放送局が定義された。あわせて放送局、放送試験局、放送衛星局、放送試験衛星局が地上基幹放送局、地上基幹放送試験局、衛星基幹放送局、衛星基幹放送試験局と改称され、これらの定義も変更された。 